# Neomikiella kolomoetzae
Neomikiella kolomoetzae är en tvåvingeart som beskrevs av Fedotova 1991. Neomikiella kolomoetzae ingår i släktet Neomikiella och familjen gallmyggor.
Artens utbredningsområde är Kazakstan. Inga underarter finns listade i Catalogue of Life.